# Pornopedia
Pornopedia är en Wiki-encyklopedi över relaterade ämnen inom pornografi, erotik och sexualitet. Projektet startades 2008 av Till Kraemer, en före detta tysk porrskådespelare och programvärd. Pornopedia lanserade en svensk version av projektet i december 2011, och finns idag (2018) tillgänglig på sjutton språkprojekt, vilka tillsammans bidrar med cirka 18 000 artiklar, även om sju av dem har färre än fem artiklar.

## Innehåll
Pornopedia har ett varierat innehåll inom mjukpornografi, sexuella- och pornografiska ämnen. Den har inga speciella riktlinjer, så länge artiklar inte visuellt återger hårdpornografi, vilket innebär att i stort varje skådespelare eller film kan vara med i encyklopedin.
Till skillnad från Wikipedia måste användaren registrera ett konto på Pornopedia, för att kunna redigera. Vid registrering granskas kontot av en administratör, vilket också innebär att användaren inte har någon möjlighet att redigera under granskningstiden. Avsikten är att hålla nere spam och skadegörelse.

## I media
- I februari 2010 blev Pornopedia publikt i Tyskland genom en artikel på förstasidan av Bild, en av Europas största tabloidtidning.[3]

- Sedan 2009 har Pornopedia i det tyska herrmagasinet Coupé en återkommande serie kallad Das Porno-ABC, där en artikel från Pornopedia beskriver en samlagsställning eller fetischism[4]